# Cajamarca (region)
Cajamarca er en region i det nordvestlige Peru og grænser til Ecuador. Hovedbyen hedder også Cajamarca.
6°37′S 78°47′V / 6.61°S 78.78°V